# 豊船橋
豊船橋（とよふなばし）は、新潟県中魚沼郡津南町の信濃川に架かる新潟県道49号小千谷十日町津南線の橋長117 m（メートル）の桁橋。

## 概要
- 形式 - 鋼2径間連続桁橋
- 橋長 - 117 m
- 幅員 - 5.5 m

本橋からは付近の海面下にあった際に堆積した地層を見ることができる。

## 歴史
東京電力ホールディングスの前身の一つである、東京電燈により、信濃川発電所が建設目的を兼ねて同社と住民の折半によりのために1937年（昭和12年）11月4日に鉄主塔、木造下路補剛トラス桁からなる吊橋が完成した。しかし、同年冬に積雪のため落橋してしまったため翌年再度架設された
永久橋への架替が新潟県により行われ、1968年（昭和43年）3月に竣工し、同年10月21日に開通した。